# La madrastra (telenovela, 2022)
Pour les articles homonymes, voir La madrastra.
Cet article concerne la série télévisée mexicaine. Pour la série télévisée chilienne, voir La madrastra (telenovela, 1981) et La madrastra (telenovela, 2005).
La Madrastra est une telenovela mexicaine produite par Televisa et diffusée entre le 15 août 2022 et le 21 octobre 2022 sur Las Estrellas,,.
Il s'agit d'un remake basé sur la telenovela mexicaine du même nom La madrastra en 2005 et le cinquième de la série d'anthologie Fábrica de sueños.
En France d'outre-mer, elle est diffusée entre le 20 avril 2023 et le 28 juin 2023 sur le réseau Outre-mer La Première.

## Synopsis
Après avoir purgé une peine de vingt ans de prison pour un crime qu'elle n'a pas commis, Marcia (Aracely Arámbula) souhaite revoir ses enfants et retrouver le véritable assassin du meurtre pour lequel elle a été punie. Cependant, durant ces longues années, son ex-mari Esteban (Andrés Palacios) a fait croire à ses enfants que Marcia était morte... Comment vont-ils réagir lorsque la vérité éclatera ? Marcia arrivera-t-elle à dénouer le vrai du faux et enfin proclamer son innocence aux yeux de tous ?

## Fiche technique
- Titre original : La Madrastra
- Création : Gabriela Ortigoza
- Réalisation : Sergio Cataño et Héctor Márquez Campos
- Scénario : Rosa Salazar Arenas, Ricardo Tejeda, Fermín Zúñiga, Anthony Martínez et Juan Carlos Tejeda
  - Développement : Vicenç Moral Aranda, Carlos Espinoza, Francisco Uribe Preciado et Patricia Carrillo
- Musique : Manuel A. Vázquez et Gabriel Chávez
- Production : Abraham Quintero Botello
  - Production exécutive : Carmen Armendáriz
- Société de production : Televisa
- Société de distribution : Televisa Internacional

- Pays :   Mexique
- Langue : espagnol
- Format : Couleur - HDTV 1080i - 16/9 - Son stéréophonique
- Genre : telenovela
- Durée : 60 minutes
- Dates de première diffusion :
  - Mexique : 15 août 2022 sur Las Estrellas
  - France : 20 avril 2023 sur le réseau Outre-mer La Première

## Distribution
- Aracely Arámbula : Marcia Cisneros Díaz de Lombardo / Marisa Jones
- Andrés Palacios : Esteban Lombardo Fuentes
- Marisol del Olmo : Lucrecia Lombardo Fuentes
- Juan Carlos Barreto : el Padre José Jaramillo
- Martha Julia : Florencia Linares de Tejada
- Marco Treviño : Donato Rivas
- Cecilia Gabriela :  Emilia Zetina de Rivas
- Juan Martín Jáuregui : Bruno Tejada
- Isadora González : Inés Lombardo Fuentes
- Denia Agalianou : Paula Ferrer Zetina
- Eduardo España : Rufino «La Tortuga» González
- Montserrat Marañón : Cándida García de Núñez
- Ricardo Fastlicht : Francisco «Pancho» Núñez
- Epy Vélez :  Violeta Prado
- Carmen Muga : Alba Bermejo
- Adrián Di Monte : Álvaro González
- Iker Madrid : La Condesa
- Alberto Pavón : Iñaki Arnella
- David Caro Levy : Hugo Lombardo Cisneros
- Ana Tena : Lucía Lombardo Cisneros
- Emiliano González : Rafael Tejada Lombardo
- Julia Urbini : Celia Núñez García
- Sebastián Fouilloux :  Omar Escalante Macías
- Christopher Valencia : Pablo Núñez García
- José Elías Moreno :  Santino González
- Gabriel Soto : Nicolás Escalante
- Vilma Sotomayor : Rebeca Macías de Escalante
- Pedro Prieto :  Antonio Gil
- Palmeira Cruz : Betina Mena
- Diego Soldano : Gaspar Iglesias
- Carmen Delgado  : Teniente Acuña
- Karla Gaytán : Jimena Gil

## Production

### Développement
À la mi-octobre 2018, il a été annoncé que cette production ferait partie de la franchise et anthologie Fábrica de sueños. La série a été présentée dans le cadre des upfronts de TelevisaUnivision pour la saison télévisuelle 2022-2023, avec Aracely Arámbula et Andrés Palacios figurant parmi les noms annoncés. La production a débuté le 6 juin 2022 en studio, tandis que les prises de vue en extérieur ont commencé le 13 juin 2022, dans un lieu de tournage situé à Mexico,,. Le scénario est signé par la scénariste Gabriela Ortigoza, avec 50 épisodes écrits pour la production. Le tournage est réparti de manière égale : 50 % en studio et 50 % en extérieur.

## Diffusion
- Las Estrellas (2022)
- La 1ère (2023)

## Autres versions
- La madrastra (1981)
- Vivir un poco (1985-1986)
- Para toda la vida (1996)
- / Forever (1996)
- La madrastra (2005)
- ¿Quién mató a Patricia Soler? (2015)